# Vicente Pérez Araciel
Vicente Pérez de Araciel y Rada (Alfaro, 1657 – Madrid, 1734) fue un noble y político español que ejerció como Regente del Consejo de Italia y presidente del Consejo de las Órdenes Militares.

## Orígenes familiares
Vicente nació en Alfaro, solar de la casa de los Araciel, linaje hidalgo proveniente del reino de Navarra con tradición en la abogacía, siendo hijo de Álvaro Pérez de Araciel y de Bárbara de Rada y Elío, nieta de Juan de Rada Cruzat, alcalde de la Real Corte Mayor de Navarra y oidor del Consejo Real de Navarra, al igual que fue sobrino de García Pérez de Araciel.
Sus padres además de tenerlo a él tuvieron otros hijos entre ellos:
- Alonso Pérez de Araciel y Rada (1650-?) fue merino de Olite, alcalde de la Real Corte Mayor de Navarra, consejero del Consejo Real de Navarra, al igual que posteriormente fue lugarteniente de la Sumaria y presidente del Consejo de Santa Clara en el Virreinato de Nápoles debido a las influencias de su hermano Vicente.[4]
- García Pérez de Araciel y Rada (1644-1718) fue consejero de Castilla desde 1700 y de la Cámara desde 1715.[5]
- Manuel Pérez de Araciel y Rada (1653-1726) fue obispo de León entre 1704 y 1714 y arzobispo de Zaragoza entre junio de 1714 septiembre del 1726 cuando falleció, siendo también inquisidor apostólico de Cataluña en ese periodo.

## Biografía
Comenzó sus estudios de Derecho en la Universidad de Salamanca, siendo colegial mayor del Arzobispo de la Universidad trasladándose posteriormente al Ducado de Milán, donde se ocupó varias plazas como la de abogado fiscal en 1690, senador en 1691 y gran canciller de Milán entre 1696 y 1698, siendo desde ese año también regente del Estado de Milán junto al lombardo Pietro Giacomo Rubino, siendo el último ministro español en ocupar la regencia, y fiscal del Consejo de Italia.
Tras la perdida de los territorios italianos, la mayoría de los ministros españoles fueron acomodados en el Consejo de Castilla a excepción de Vicente Pérez de Araciel, que hubo de conformarse con el oficio de consejero honorario de Castilla, ya que su hermano García ya tenía un puesto en el Consejo y los estatutos impedían que ambos se sentaran en la misma junta, ocurriéndole algo similar en el Consejo de Indias ya que su otro hermano Alonso también era consejero ahí.
A razón de ello Vicente terminó ejerciendo como consejero de Órdenes Miliares en 1713 y un año después accedió a la presidencia del mismo, gracias en buena medida a disfrutar de un hábito de la Orden de Calatrava. Falleció en Madrid en 1734.